# Élections régionales de 1971 en Schleswig-Holstein
Les élections régionales de 1971 en Schleswig-Holstein (en allemand : Landtagswahl in Schleswig-Holstein 1971) se tiennent le 25 avril 1971, afin d'élire les 73 députés de la 7e législature du Landtag pour un mandat de quatre ans.
Le scrutin est marqué par une nouvelle victoire de l'Union chrétienne-démocrate, qui conquiert la majorité absolue des sièges à pourvoir avec la majorité absolue des voix. L'ancien ministre fédéral Gerhard Stoltenberg succède ainsi à Helmut Lemke en tant que ministre-président.

## Contexte
Aux élections régionales du 23 avril 1967, l'Union chrétienne-démocrate d'Allemagne (CDU) du ministre-président Helmut Lemke se maintient comme première force politique avec 34 députés sur 73 mais ne peut pas gouverner seule. Elle confirme donc sa « coalition noire-jaune » avec le Parti libéral-démocrate (FDP), en place depuis 1958, permettant à Lemke d'entamer un second mandat.
Tandis que le Parti social-démocrate d'Allemagne (SPD) reste la première force d'opposition, le Parti national-démocrate d'Allemagne (NPD) franchit la barre des 5 % et permet à l'extrême droite d'être représentée au Landtag.
En février 1971, le FDP indique qu'à l'issue des élections d'avril, il cherchera à former une « coalition sociale-libérale » avec le SPD, après un premier échec en 1962. Le ministre des Finances Hans-Hellmuth Qualen quitte alors le Parti libéral. De son côté, la CDU remplace Helmut Lemke par l'ancien ministre fédéral de la Recherche Gerhard Stoltenberg comme chef de file électoral.

## Mode de scrutin
Le Landtag est constitué de 73 députés (en allemand : Mitglied des Landtags, MdL), élus pour une législature de quatre ans au suffrage universel direct et suivant le scrutin proportionnel d'Hondt.
La voix de chaque électeur dispose d'un double usage : elle lui permet de voter pour un candidat de sa circonscription, selon les modalités du scrutin uninominal majoritaire à un tour, le Land comptant un total de 44 circonscriptions ; elle est alors automatiquement attribuée au parti politique dont ce candidat est le représentant.
Lors du dépouillement, l'intégralité des 73 sièges est répartie à la proportionnelle des voix attribués aux partis, entre ceux ayant remporté au moins 5 % des suffrages exprimés (sauf le parti représentant la minorité danoise) ou une circonscription. Si un parti a remporté des mandats de circonscription, ses sièges sont d'abord pourvus par ceux-ci.
Dans le cas où un parti obtient plus de mandats de circonscription que la proportionnelle ne lui en attribue, il conserve ces mandats supplémentaires (Überhangmandat) et des mandats complémentaires (Ausgleichsmandat) sont attribués aux autres partis afin de rétablir une composition du Landtag proportionnelle aux secondes voix, tout en gardant un nombre impair le total de députés.

## Campagne

### Principales forces
| Parti | Parti                                                                              | Chef de file          | Idéologie                                                        | Résultats de 1967          |
| ----- | ---------------------------------------------------------------------------------- | --------------------- | ---------------------------------------------------------------- | -------------------------- |
|       | Union chrétienne-démocrate d'Allemagne Christlich Demokratische Union Deutschlands | Gerhard Stoltenberg   | Centre droit Démocratie chrétienne, libéral-conservatisme        | 46 % des voix 34 députés   |
|       | Parti social-démocrate d'Allemagne Sozialdemokratische Partei Deutschlands         | Jochen Steffen (de)   | Centre gauche Social-démocratie, progressisme                    | 39,4 % des voix 30 députés |
|       | Parti libéral-démocrate Freie Demokratische Partei                                 | Uwe Ronneburger (de)  | Centre Social-libéralisme, libéralisme économique                | 5,9 % des voix 4 députés   |
|       | Parti national-démocrate d'Allemagne Nationaldemokratische Partei Deutschlands     | Karl-Ernst Lober (de) | Extrême droite Néonazisme, ultranationalisme, populisme          | 5,8 % des voix 4 députés   |
|       | Fédération des électeurs du Schleswig du Sud Südschleswigscher Wählerverband       | Karl Otto Meyer (de)  | Centre gauche Minorité danoise, régionalisme, social-libéralisme | 1,9 % des voix 1 député    |

## Résultats

### Voix et sièges
|                          |                                                    |           |       |        |               |        |        |               |
| Parti                    | Parti                                              | Voix      | Voix  | Sièges | Sièges        | Sièges | Sièges | Sièges        |
| Parti                    | Parti                                              | Votes     | %     | MU1    | +/-           | Listes | Total  | +/-           |
|                          | Union chrétienne-démocrate d'Allemagne (CDU)       | 737 120   | 51,87 | 35     | 1             | 5      | 40     | 6             |
|                          | Parti social-démocrate d'Allemagne (SPD)           | 582 420   | 40,99 | 9      | 1             | 23     | 32     | 2             |
|                          | Parti libéral-démocrate (FDP)                      | 54 099    | 3,81  | 0      | en stagnation | 0      | 0      | 4             |
|                          | Fédération des électeurs du Schleswig du Sud (SSW) | 19 720    | 1,39  | 0      | en stagnation | 1      | 1      | en stagnation |
|                          | Parti national-démocrate d'Allemagne (NPD)         | 18 822    | 1,32  | 0      | en stagnation | 0      | 0      | 4             |
|                          | Parti communiste allemand (DKP)                    | 5 278     | 0,37  | 0      | Nv.           | 0      | 0      | Nv.           |
|                          | Parti européen (EP)                                | 3 575     | 0,25  | 0      | Nv.           | 0      | 0      | Nv.           |
|                          |                                                    |           |       |        |               |        |        |               |
| Votes valides            | Votes valides                                      | 1 421 034 | 99,25 |        |               |        |        |               |
| Votes blancs et nuls     | Votes blancs et nuls                               | 10 726    | 0,75  |        |               |        |        |               |
| Total                    | Total                                              | 1 431 760 | 100   | 44     | en stagnation | 29     | 73     | en stagnation |
| Abstentions              | Abstentions                                        | 376 058   | 20,80 |        |               |        |        |               |
| Inscrits / participation | Inscrits / participation                           | 1 807 818 | 79,20 |        |               |        |        |               |